# Париці
Париці (рос. Парицы) — присілок у Гатчинському районі Ленінградської області Російської Федерації.
Населення становить 424 особи. Належить до муніципального утворення Большеколпанське сільське поселення.

## Географія
Населений пункт розташований на південній околиці міста Санкт-Петербурга.

## Історія
Згідно із законом від 16 грудня 2004 року № 113—оз належить до муніципального утворення Большеколпанське сільське поселення.

## Населення
| 1838 | 1848 | 1862 | 1885 | 1928 | 1958 | 1997 |
| ---- | ---- | ---- | ---- | ---- | ---- | ---- |
| 271  | ↗395 | ↗405 | ↘192 | ↗622 | ↘619 | ↘319 |
| 2002 | 2007 | 2010 | 2011 | 2012 | 2017 |      |
| ↘242 | ↘235 | ↗350 | ↘243 | →243 | ↗424 |      |